# Prix Scott-Moncrieff
Le prix Scott Moncrieff, d'après le traducteur Charles Kenneth Scott Moncrieff, est un prix littéraire britannique annuel doté d'une somme de 2 000 £ couronnant des traductions du français à l'anglais, décerné chaque année à un ou plusieurs traducteurs pour un travail de longue durée que le Translators Association (en) estime avoir des « qualités littéraires ». Seules les traductions d'abord parues au Royaume-Uni sont éligibles au prix. 
Parmi les sponsors du prix figurent le Ministère français de la culture, l'ambassade française à Londres et l'Arts Council of England (en).
En 2019, le prix attribué à Sophie Yanow est le premier à récompenser la traduction d'une bande dessinée.

## Lauréats
La date indiquée est celle de l'année de soumission de l'ouvrage, qui doit avoir été publié l'année précédente. Depuis le prix 2015, le prix est remis l'année suivant la soumission. Ainsi, le prix Scott-Moncrieff 2019 a été remis en 2020 pour un ouvrage publié en 2018.
| Date | Lauréat                        | Auteur                             | Titre                                                            | Titre original                                                                                        |
| ---- | ------------------------------ | ---------------------------------- | ---------------------------------------------------------------- | --- |
| 1965 | Edward Hyams                   | Régine Pernoud                     | Joan of Arc By Herself and Her Witnesses (en)                    | Jeanne d'Arc par elle-même et par ses témoins                                                         |
| 1965 | Humphrey Hare                  | Maurice Druon                      | Memoirs of Zeus                                                  | Mémoires de Zeus                                                                                      |
| 1966 | Barbara Bray                   | Henri Fluchère                     | Laurence Sterne: From Tristram to Yorick                         | Laurence Sterne : de Tristram à Yorick                                                                |
| 1966 | Peter Wiles                    | Roger Vailland                     | A Young Trout                                                    | La Truite                                                                                             |
| 1967 | John & Doreen Weightman        | Jean Guéhenno                      | Jean-Jacques Rousseau                                            | Jean-Jacques, histoire d’une conscience                                                               |
| 1968 | Jean Stewart                   | Jacques Berque                     | French North Africa: The Maghrib Between Two World Wars          | Le Maghreb entre deux guerres                                                                         |
| 1969 | Terence Kilmartin              | André Malraux                      | Anti-Memoirs                                                     | Antimémoires                                                                                          |
| 1969 | Terence Kilmartin              | Henry de Montherlant               | The Girls                                                        | Les Jeunes Filles                                                                                     |
| 1970 | W.G. Corp                      | Bernard Clavel                     | The Spaniard                                                     | L'Espagnol                                                                                            |
| 1970 | Richard Barry                  | André Beaufre                      | The Suez Expedition 1956                                         | L'Expédition de Suez                                                                                  |
| 1970 | Elaine P. Halperin             | Michel Bernanos                    | The Other Side of the Mountain                                   | La Montagne morte de la vie                                                                           |
| 1971 | Maria Jolas                    | Nathalie Sarraute                  | Between Life and Death                                           | Entre la vie et la mort                                                                               |
| 1972 | Paul Stephenson                | Alfred Grosser                     | Germany in Our Time: A Political History of the Postwar Years    | L'Allemagne de notre temps                                                                            |
| 1973 | Barbara Bray                   | Michel Tournier                    | The Erl-King                                                     | Le Roi des aulnes                                                                                     |
| 1974 | John & Doreen Weightman        | Claude Lévi-Strauss                | From Honey to Ashes                                              | Du miel aux cendres                                                                                   |
| 1974 | John & Doreen Weightman        | Claude Lévi-Strauss                | Tristes Tropiques                                                | Tristes Tropiques                                                                                     |
| 1975 | D. McN. Lockie                 | Victor-Lucien Tapié                | France in the Age of Louis XIII & Richelieu                      | La France de Louis XIII et de Richelieu                                                               |
| 1975 | Joanna Kilmartin               | Françoise Sagan                    | Scars on the Soul                                                | Des bleus à l'âme                                                                                     |
| 1976 | Brian Pearce                   | Marcel Liebman                     | Leninism Under Lenin                                             | Le Léninisme sous Lénine                                                                              |
| 1976 | Douglas Parmee                 | Henri Michel                       | The Second World War                                             | La Seconde Guerre mondiale                                                                            |
| 1977 | Peter Wait                     | Georges Dupeux                     | French Society 1789-1970                                         | La Société française. 1789-1960                                                                       |
| 1978 | Janet Lloyd                    | Marcel Detienne                    | The Gardens of Adonis                                            | Les Jardins d'Adonis                                                                                  |
| 1978 | David Hapgood                  | Jean-François Revel                | The Totalitarian Temptation                                      | La Tentation totalitaire                                                                              |
| 1979 | John & Doreen Weightman        | Claude Lévi-Strauss                | The Origin of Table Manners                                      | L'Origine des manières de table                                                                       |
| 1979 | Richard Mayne                  | Jean Monnet                        | Memoirs                                                          | Mémoires                                                                                              |
| 1980 | Brian Pearce                   | Roland Mousnier                    | The Institutions of France under the Absolute Monarchy 1598-1789 | Les Institutions de la France sous la monarchie absolue, 1598-1789                                    |
| 1981 | Paul Falla                     | Claude Nicolet                     | The World of the Citizen in Republican Rome                      | Le Métier de citoyen dans la Rome républicaine                                                        |
| 1982 | Anne Carter                    | Michel Tournier                    | Gemini                                                           | Les Météores                                                                                          |
| 1983 | Sian Reynolds                  | Fernand Braudel                    | The Wheels of Commerce                                           | Civilisation matérielle, économie et capitalisme, XVe – XVIIIe siècle. Tome 2 : Les Jeux de l'échange |
| 1984 | Roy Harris                     | Ferdinand de Saussure              | Course in General Linguistics                                    | Cours de linguistique générale                                                                        |
| 1985 | Quintin Hoare                  | Jean-Paul Sartre                   | War Diaries: Notebooks from a Phoney War                         | Les Carnets de la drôle de guerre                                                                     |
| 1986 | Barbara Bray                   | Marguerite Duras                   | The Lover                                                        | L'Amant                                                                                               |
| 1986 | Richard Nice                   | Pierre Bourdieu                    | Distinction: A Social Critique of the Judgement of Taste         | La Distinction. Critique sociale du jugement                                                          |
| 1987 | Barbara Wright                 | Pierre Albert-Birot                | Grabinoulor                                                      | Grabinoulor                                                                                           |
| 1988 | Robyn Marsack                  | Nicolas Bouvier                    | The Scorpion Fish                                                | Le Poisson-scorpion                                                                                   |
| 1989 | Derek Mahon                    | Philippe Jaccottet                 | Selected Poems                                                   | |
| 1990 | Beryl & John Fletcher          | Claude Simon                       | The Georgics                                                     | Les Géorgiques                                                                                        |
| 1991 | Brian Pearce                   | Paul Veyne                         | Bread and Circuses                                               | Le Pain et le Cirque                                                                                  |
| 1992 | Barbara Wright                 | Michel Tournier                    | The Midnight Love Feast                                          | Le Médianoche amoureux                                                                                |
| 1992 | James Kirkup                   | Jean-Baptiste Niel                 | Painted Shadows                                                  | Vous qui passez dans l'ombre                                                                          |
| 1993 | Christine Donougher            | Sylvie Germain                     | The Book of Nights                                               | Le Livre des nuits                                                                                    |
| 1994 | Prix non décerné               | Prix non décerné                   | Prix non décerné                                                 | Prix non décerné                                                                                      |
| 1995 | Gilbert Adair                  | Georges Perec                      | A Void                                                           | La Disparition                                                                                        |
| 1996 | David Coward                   | Albert Cohen                       | Belle du Seigneur                                                | Belle du Seigneur                                                                                     |
| 1997 | Janet Lloyd                    | Philippe Descola                   | Spears of Twilight: Life and Death in the Amazon Jungle          | Les Lances du crépuscule : avec les Indiens Jivaros de haute Amazonie                                 |
| 1997 | Christopher Hampton            | Yasmina Reza                       | ’Art’                                                            | « Art »                                                                                               |
| 1998 | Geoffrey Strachan              | Andreï Makine                      | Dreams of My Russian Summers                                     | Le Testament français                                                                                 |
| 1999 | Margaret Mauldon               | Joris-Karl Huysmans                | Against Nature                                                   | À rebours                                                                                             |
| 2000 | Patricia Clancy                | Jean-Paul Kauffmann                | The Dark Room at Longwood                                        | La Chambre noire de Longwood                                                                          |
| 2001 | Barbara Bray                   | Amin Maalouf                       | In the Name of Identity                                          | Les Identités meurtrières                                                                             |
| 2002 | Ina Rilke                      | Dai Sijie                          | Balzac and the Little Chinese Seamstress                         | Balzac et la Petite Tailleuse chinoise                                                                |
| 2003 | Linda Asher                    | Milan Kundera                      | Ignorance                                                        | L'Ignorance                                                                                           |
| 2004 | Ian Monk                       | Daniel Pennac                      | Monsieur Malaussène                                              | Monsieur Malaussène                                                                                   |
| 2005 | John Berger & Lisa Appignanesi | Nella Bielski                      | The Year Is '42                                                  | C'était l'an 42                                                                                       |
| 2006 | Linda Coverdale                | Jean Hatzfeld                      | A Time for Machetes                                              | Une saison de machettes                                                                               |
| 2007 | Sarah Adams                    | Faïza Guène                        | Just Like Tomorrow                                               | Kiffe kiffe demain                                                                                    |
| 2008 | Frank Wynne                    | Frédéric Beigbeder                 | Holiday in a Coma                                                | Vacances dans le coma                                                                                 |
| 2008 | Frank Wynne                    | Frédéric Beigbeder                 | Love Lasts Three Years                                           | L'amour dure trois ans                                                                                |
| 2009 | Polly McLean                   | Laurent Quintreau                  | Gross Margin                                                     | Marge brute                                                                                           |
| 2010 | Susan Wicks                    | Valérie Rouzeau                    | Cold Spring in Winter                                            | Pas revoir                                                                                            |
| 2011 | Adriana Hunter                 | Véronique Olmi                     | Beside the Sea                                                   | Bord de mer                                                                                           |
| 2012 | Malcolm Imrie                  | Gabriel Chevallier                 | Fear                                                             | La Peur                                                                                               |
| 2013 | Beverley Bie Brahic            | Guillaume Apollinaire              | The Little Auto                                                  | La Petite Auto                                                                                        |
| 2014 | Rachel Galvin                  | Raymond Queneau                    | Hitting the Streets                                              | Courir les rues                                                                                       |
| 2015 | Frank Wynne                    | Boualem Sansal                     | Harraga                                                          | Harraga                                                                                               |
| 2016 | Natasha Lehrer & Cécile Menon  | Nathalie Léger                     | Suite for Barbara Loden                                          | Supplément à la vie de Barbara Loden                                                                  |
| 2017 | Will McMorran & Thomas Wynn    | Donatien Alphonse François de Sade | The 120 Days of Sodom                                            | Les Cent Vingt Journées de Sodome                                                                     |
| 2018 | Sophie Yanow                   | Dominique Goblet                   | Pretending is Lying                                              | Faire semblant c'est mentir                                                                           |
| 2019 | Linda Coverdale                | Patrick Chamoiseau                 | The Old Slave and the Mastiff                                    | L'Esclave vieil homme et le molosse                                                                   |
| 2020 | Aneesa Abbas Higgins           | Ali Zamir                          | A Girl Called Eel                                                | Anguille sous roche                                                                                   |
| 2021 | Sam Taylor (en)                | Hubert Mingarelli                  | The Invisible Land                                               | La Terre invisible                                                                                    |
| 2022 | Sarah Ardizzone (en)           | Faïza Guène                        | Men Don’t Cry                                                    | Un homme, ça ne pleure pas                                                                            |
| 2023 | Frank Wynne                    | Gauz                               | Standing Heavy                                                   | Debout-Payé                                                                                           |